# Belagerung von Stralsund (1678)
Rathenow – Nauen – Fehrbellin – Wismar – Wolgast 1675 – Wolgast 1676 – Bornholm – Öland – Peenemünder Schanze – Stettin (1677) – Køgebucht – Bergen – Warksow – Rügen (1678) – Stralsund (1678) – Greifswald – Tilsit – Splitter – Telschi – Porta Westfalica
Die Belagerung von Stralsund vom 20. September 1678 bis zum 15. Oktober 1678 (alle Datumsangaben entsprechen dem Julianischen Kalender) war eine militärische Auseinandersetzung im Schwedisch-Brandenburgischen Krieg zwischen Schweden und Brandenburg-Preußen.
Ein 21.500 Mann starkes brandenburg-preußisches Heer übernahm nach einem weniger als 20 Stunden dauernden Bombardement, wodurch große Teile der Stadt zerstört wurden, die wichtige, bis dato zu Schweden gehörende Festung Stralsund.

## Vorgeschichte
Schweden begann auf Veranlassung Frankreichs eine Offensive gegen Brandenburg-Preußen und verursachte dadurch den Schwedisch-Brandenburgischen Krieg. Am 18. Juni 1675 erlitten jedoch die Schweden in der Schlacht bei Fehrbellin eine schwere Niederlage, in deren Folge Schweden in Norddeutschland in die Defensive gedrückt wurde.
Nachdem Dänemark und das Heilige Römische Reich Schweden den Krieg erklärt hatten, erschien im Oktober 1675 ein brandenburg-preußisches Heer unter Führung des Kurfürsten Friedrich Wilhelm vor den Toren Stralsunds. Bereits am 13. Oktober 1675 vereinigten sich erstmals die Brandenburger und Dänen vor Stralsund. Da der anwesende König von Dänemark einer sofortigen Erstürmung Stralsunds nicht zustimmte und der Winter bevorstand, zogen die Alliierten am 15. Oktober 1675 wieder ab.
1676 gab es keine militärischen Ereignisse in und um Stralsund. Doch 1677 besiegte die dänische Flotte in der Seeschlacht in der Køgebucht (Køge Bugt bei Kopenhagen) die schwedische Flotte. Diese Niederlage bedeutete für Stralsund und Schwedisch-Pommern, dass es von aller Unterstützung aus Schweden abgeschnitten war, da die Dänen nun die Seeherrschaft über die Ostsee ausübten. Gleichzeitig wurde seit 1677 Stettin belagert und am 7. September 1677 besetzten die Dänen das schwedisch beherrschte Rügen.

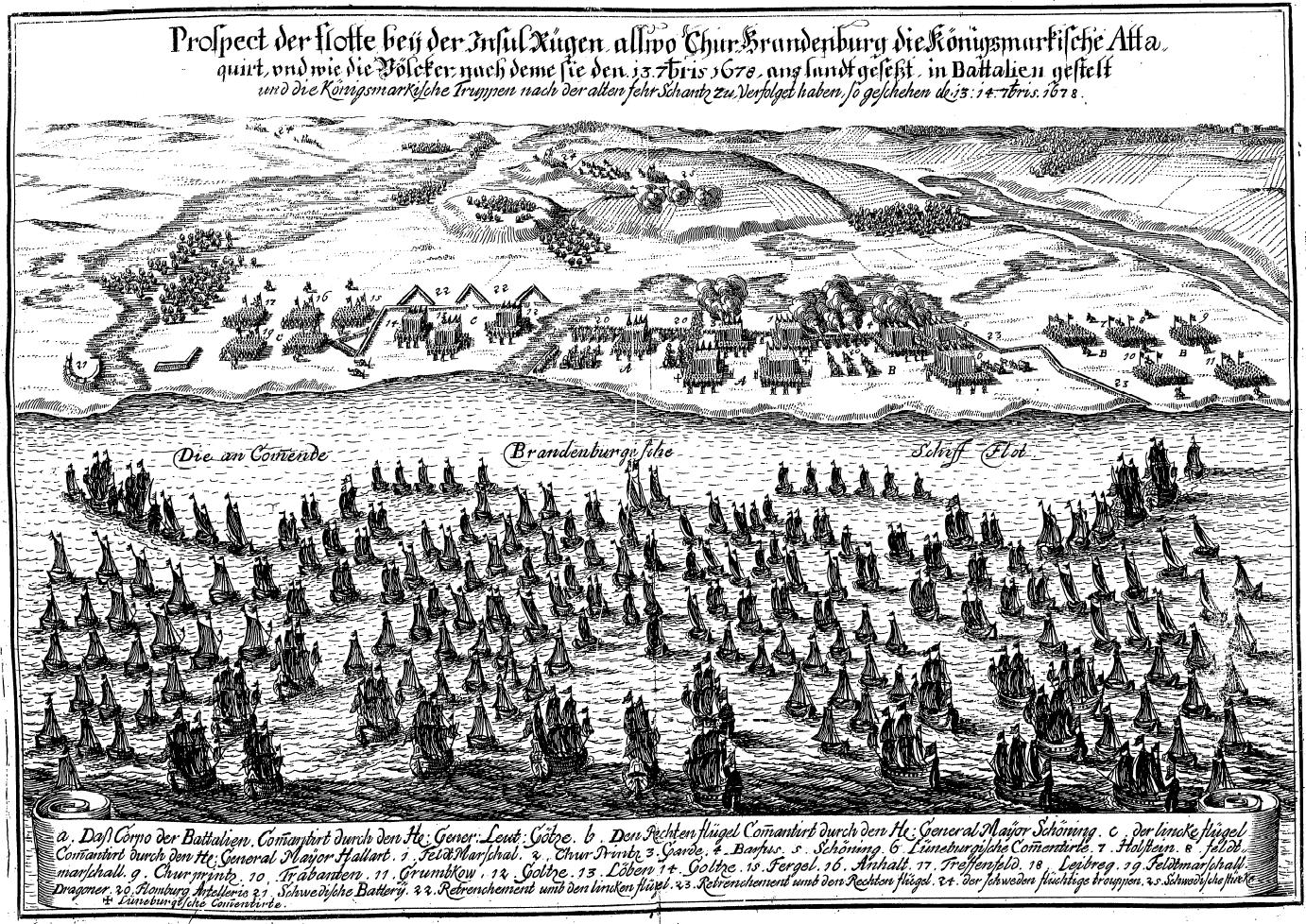
Landung der Brandenburger auf Rügen am 13. September 1678; wichtige Voraussetzung zur Eroberung der Festung Stralsund

Am 5. Januar 1678 landeten die Schweden, von Stralsund kommend, auf Rügen und besiegten am 8. Januar 1678 in der Schlacht von Warksow die dänischen und brandenburgischen Truppen.
Das Festland um Stralsund blieb trotz des schwedischen Sieges unsicher. In der Nacht vom 5. zum 6. August 1678 drangen 500 Brandenburger in eine Stralsunder Vorstadt ein, plünderten dieselbe und nahmen 14 Gefangene. Dänische Schiffe starteten von See her immer wieder Überfälle.
Durch die Landung der Dänen und Brandenburger auf Rügen vom 12./13. September 1678 entstand für die Stadt Stralsund eine gefährliche Lage. Die Schweden mussten in den nächsten Tagen die Insel Rügen aufgeben und setzten nach Stralsund über. Am 17. September 1678 wurde der Dänholm von den Schweden geräumt. Mit dem endgültigen Verlust Rügens war ein Angriff auf Stralsund nur noch eine Frage der Zeit.

## Belagerung von Stralsund

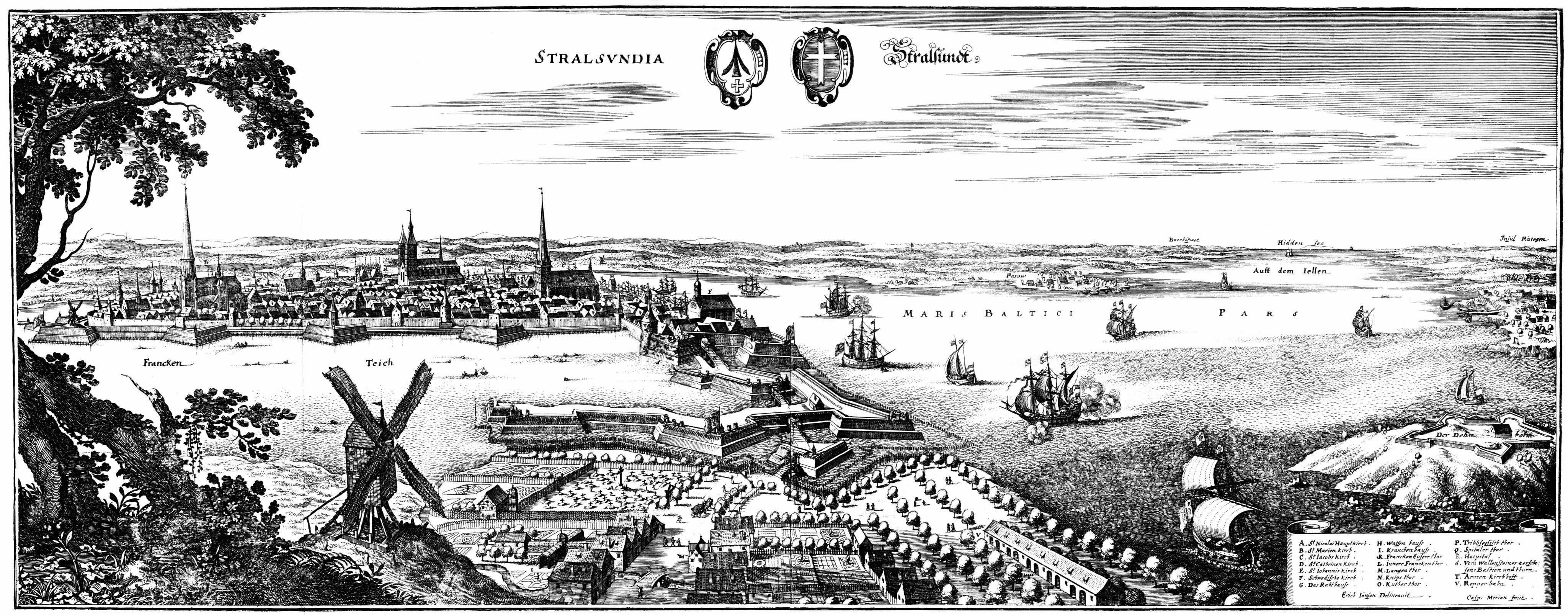
Stralsund um 1640

Die Belagerung Stralsunds begann am 20. September 1678, als die auf dem Dänholm aufgestellten brandenburgischen Geschütze erste Salven in Richtung Frankendamm und Stralsunder Hafen abfeuerten. Bei diesem Bombardement starben fünf Personen in Stralsund. Fünf Tage später, am 25. September, standen die Brandenburger vor der Stadt. Der Kurfürst bezog in Lüdershagen sein Hauptquartier. Die Brandenburger verfügten, verstärkt durch aus Pommern anmarschierende Truppen, über 21.500 Mann und 80 Geschütze.
In Stralsund wurden ab dem 25. September 1678 noch hektische Schanzarbeiten vor allem in der Frankenvorstadt aufgenommen. Dabei wurden Wälle erhöht und Scharten eingeschnitten; vor den Stadttoren wurden Bäume beseitigt und Gebäude entfernt, damit der Feind diese nicht als Deckung benutzen konnte. Die Festung verfügte über keine vorgezogenen Verteidigungsanlagen. Dies schwächte ihre Ausgangslage, da in der zweiten Hälfte des 17. Jahrhunderts die Reichweite der Geschütze immer mehr zugenommen hatte und nunmehr die Insellage Stralsunds kein Hindernis für die Artillerie der Belagerungstruppen darstellte. Die Stadt Stralsund besaß 73 metallene und 44 eiserne Geschütze unterschiedlichen Kalibers. Dazu kamen noch 37 schwedische Feldgeschütze. Die schwedische Armee verfügte in Stralsund über 3.000 Soldaten, die Stadt Stralsund stellte 3.000 Mann für die Verteidigung. Die Versorgungslage mit Munition und Pulver in der Stadt war gut.
In der Zwischenzeit bauten die Brandenburger ihre Stellungen vor der Stadt trotz schwedischen Beschusses weiter aus. Bis zum 5. Oktober 1678 starben in der Stadt Stralsund durch Artilleriebeschuss weitere 20 Menschen.
Vom 5. bis zum 9. Oktober unternahm der Kurfürst Friedrich Wilhelm einen letzten Versuch, die drohende Zerstörung der Stadt durch Aufnahme von Kapitulationsverhandlungen zu verhindern. Die Stadtführung und der schwedische Generalgouverneur lehnten allerdings ab.
Am 10. Oktober 1678 traf aus Stettin ein mit Schießpulver beladenes Schiff für die Belagerer ein. Nach Verteilung des Pulvers an die Batterien war die Vorbereitung für ein Bombardement abgeschlossen. Dieses begann noch am selben Tag um 22 Uhr. Die Artillerie schoss vom Dänholm, vom Mühlenberg in der Frankenvorstadt und aus der Schanze vor dem Triebseertor. Nach einer halben Stunde brach, begünstigt durch die in der Stadt gelagerten großen Vorräte an Heu und Stroh, ein sich rasch ausbreitendes Feuer aus.
Am Morgen des 11. Oktober 1678, zwischen 6 und 7 Uhr und zwischen 12 und 14 Uhr, wurde das Bombardement für – erfolglose – Verhandlungen unterbrochen, aber danach wieder aufgenommen. Während einer erneuten Feuerpause um 19 Uhr schickten die Schweden einen Parlamentär zu den Belagerern, der die Kapitulationsbereitschaft bekanntgab. Dies war notwendig geworden, da die Zerstörungen inzwischen unübersehbar waren und die totale Zerstörung der Stadt drohte. Die Quellen geben keine Auskunft über den Verlust an Menschenleben und die Zahl der Verletzten in der Stadt.

## Ergebnis und Folgen
Am 15. Oktober 1678 kam es zur Unterzeichnung einer ehrenvollen Kapitulation. Mit den verbliebenen 2.543 schwedischen Soldaten verließ der schwedische Oberbefehlshaber Otto Wilhelm von Königsmarck am 18. Oktober die Stadt und schiffte sich nach Schweden ein. Am 20. Oktober besetzten die Brandenburger die Stadt, und der Rat der Stadt leistete dem Kurfürsten den Huldigungseid. Die der Stadt gehörenden Geschütze gingen in den Besitz Brandenburg-Preußens über. Nachdem am 16. November auch Greifswald vor Friedrich Wilhelm kapituliert hatte, besaß Schweden keinen Stützpunkt und keine Truppen mehr in Pommern.
Die Zugehörigkeit der Stadt Stralsund zu Brandenburg-Preußen dauerte nur bis zum 9. Juni 1679, als im Frieden von Saint-Germain Brandenburg-Preußen fast sämtliche Eroberungen an Schweden und somit auch Stralsund wieder zurückgeben musste.